# 国鉄タム100形貨車 (2代)
国鉄タム100形貨車 (2代)は、1935年（昭和10年）から製造された、15 t積（後に14 t積）の濃硝酸専用の私有貨車（タンク車）である。車籍は、鉄道省（後に日本国有鉄道、日本貨物鉄道（JR貨物））に編入されていた。

## 概要
濃硝酸専用のタンク車で初の形式であり、また、タンク体にアルミニウムを採用した初の形式でもある。1966年（昭和41年）までに219両（タム100 - タム107, タム111 - タム122, タム128 - タム198, タム1100 - タム1203, タム1234 - タム1256, タム1259）が汽車製造、大阪鉄工所、日立製作所、若松車輌、楠木製作所、三菱重工業、川崎車輛にて新製された。
1940年（昭和15年）に、タム300形濃硫酸専用車から本形式へ3両（タム327, タム326, タム328 → タム108 - タム110）が改造され編入された。
1964年（昭和39年）11月13日にタム500形ガソリン専用車から本形式へ2両（タム2844,タム2870→タム1257, タム1258）改造され編入された。改造に際してはいずれもタンク体を新製している。
以上合計269両のタム100形が運用された。なお、タム123 - タム127, タム199, タム1204 - タム1233は欠番である。
1973年（昭和48年）頃に濃硝酸専用タンク車の発煙・滴下事故が多発したことを受け、1974年（昭和49年）に保安対策による荷重見直しを行い、15 t積から14 t積に変更された。
1979年（昭和54年）10月より化成品分類番号「侵（禁水）84」（侵食性の物質、水と反応する物質、腐食性物質、禁水指定のもの）が標記された。

### 構造
タンク体はドーム付の直円筒形。材質は腐食防止のため、純アルミ製であり、「純アルミ」「連結注意」と標記される。識別のため記号番号表記は特殊標記符号「ア」（純アルミ製タンク車）を前置し「アタム」と標記し、タンク体には「純アルミ」、「連結注意」と標記された。アルミ製のため車体強度が弱く一時期「武蔵野操通過禁止」と車体に標記された。これは武蔵野操車場では自動操縦装置による入換を行っていたが、これによる大きな衝撃が車体に加わるのを防ぐための処置であった。
荷役方式はマンホール蓋にある積込口から入れ、S字管を用いた空気加圧によって荷卸しを行う上入れ・上出し式。
走行装置は当初、一段リンク式であったが、1955年（昭和30年）以降の新製車から二段リンク式に変更され、一段リンク式だった車両も後に二段リンク式に改造されている。

### 運用の変遷
本形式は濃硝酸専用車で多く製作され、濃硝酸専用車の主力形式であったが、老朽化やボギー車への置き換えなどで廃車が進み、1987年（昭和62年）4月の国鉄分割民営化に際しては、11両がJR貨物に継承されたが、1998年（平成10年）6月までに全廃され、形式消滅した。

## 改造
タム100形の専用種別である濃硝酸は、戦前は爆薬としての需要があったが戦後激減し余剰車が発生したため多数の車両が各形式に改造された。一部の車両ではタム100形に復帰改造されたものも存在した。

### タ1000形
1952年（昭和27年）2月7日に若松車輛、東急車輌製造にてタ1000形ベンゾール専用車へ4両（タム1146, タム1148, タム1149, タム101 → タ1044 - タ1047）が改造された。

### タ2900形
1946年（昭和21年）8月12日から1952年（昭和27年）4月25日にかけてタ2900形メタノール専用車へ6両（タム1100 - タム1102, タム1155 → タ2900 - タ2923, タ2906, タ2923, タ2926）が改造された。

### タ3050形
1952年（昭和27年）6月30日から1964年（昭和39年）4月30日にかけてタ3050形ホルマリン専用車へ9両（タム1166, タム1175, タム1235, タム1164, タム1161, タム1163, タム1165, タム1241, タム1243 → タ3050, タ3051, タ3061, タ3082, タ3087 - タ3091）が改造された。

### タ3100形
タ3100形はわが国初の酢酸、無水酢酸専用車として1947年（昭和22年）から1959年（昭和34年）3月12日にかけて全車（26両）がタム100形からの改造により落成した。
改造に際してはタンク体には手を加えることなく、積載荷重を減らしたことによる下廻りの担いバネを交換した等軽微なものであった。車両によってはタ3100形への改造後の事後改造として、キセ（外板）、加熱管を取り付けた車両も存在した。
落成時の所有者は、新日本窒素肥料（その後チッソを経てチッソ石油化学へ社名変更）、昭和合成化学（その後昭和電工へ社名変更）の2社であり、その常備駅は、水俣駅、鹿瀬駅であった。
昭和電工所有車の内2両（タ3118, タ3119）は、1966年（昭和41年）1月25日に徳山石油化学へ名義変更され常備駅は、吹田操駅に変更された。
タム100形より改造され誕生したタ3100形であるが、その後需要の変更によりタム100形へ9両が復帰した。また1952年（昭和27年）12月10日には1両（タ3106）が三菱重工業にてタム3800形（タム3801）に改造され、1956年（昭和31年）12月22日から1957年（昭和32年）10月2日にかけてタ3600形へ6両が改造された。
貨物列車の最高速度引き上げが行われた1968年（昭和43年）10月1日ダイヤ改正対応のため、軸ばね支持方式が二段リンク式に改造された。
1974年（昭和49年）4月10日に、最後まで在籍した2両（タ3123, タ3125）が廃車になり形式消滅した。

### タ3600形
タ3600形は酢酸エチル専用の9t積二軸貨車である。
全車6両（タ3600 - タ3605）が、1956年（昭和31年）12月22日から1957年（昭和32年）10月2日にかけて、タ3100形より改造され編入された。
落成時の所有者は、新日本窒素肥料（その後チッソを経てチッソ石油化学へ社名変更）の1社のみであり、その常備駅は、水俣駅（その後浜五井駅に異動）であった。
1976年（昭和51年）度に、最後まで在籍した1両（タ3605）が廃車になり形式消滅した。

### タム2100形
1959年（昭和34年）3月31日に、三菱重工業にて1両（タム1124 → タム2109）がタム2100形希硝酸専用車へ改造された。

### タム3800形
タム3800形は、酢酸エチル専用の15 t積二軸貨車である。
1952年（昭和27年）12月10日に、三菱重工業にて1両（タム1116）がタム3800形（タム3800）へ改造され、同日1両がタ3100形（タ3106）より三菱重工業にてタム3800形（タム3801）に改造された（前述）。
12年後の1964年（昭和39年）6月5日に、1両がタム4800形（タム4803）よりタム3800形（タム3802）へ改造され、合計3両（タム3800 - タム3802）が落成した。
落成時の所有者は、新日本窒素肥料（その後チッソを経てチッソ石油化学へ社名変更）、昭和電工の2社であり、その常備駅は、水俣駅（その後浜五井駅に異動）、鹿瀬駅であった。
昭和電工所有車（タム3802）は、1966年（昭和41年）3月2日に徳山石油化学へ名義変更され常備駅は、吹田操駅に変更された。
1974年（昭和49年）4月10日に、最後まで在籍した2両（タム3800, タム3801）が廃車になり形式消滅した。

### タム5000形
1951年（昭和26年）12月26日から1963年（昭和38年）12月14日にかけてタム100形より8両（タム1185, タム1173, タム1194, タム1196, タム1157, タム1190, タム1197, タム174→タム5038, タム6056 - タム6058, タム6102, タム6135, タム6154,タム6251）が三菱重工業、造機車輌、汽車製造にて改造されタム5000形に編入された。